# Камышевское городище
 Камышевское городище — древнее поселение в Ростовской области у города Цимлянска. В начале IX века здесь была крепость средневекового государства Хазарский каганат.

## Местоположение
В Цимлянском районе Ростовской области к настоящему времени обнаружено три древних городища. Городище Саркел было затоплено Цимлянским водохранилищем. Правобережное городище расположено на высоком мысе между поселком Саркел и станицей Хорошевской. Недалеко от них и находится Камышевское городище.
Городище расположено между балками: Первая Камышина и Кобылья барка.

## Обнаружение
Обнаружено Камышевское городище было случайно в 1991 году, когда альпинисты, тренирующиеся на высоких склонах Цимлянского водохранилища обратили внимание на белые камни в верхней части склона. Невооруженным взглядом можно было понять, что камни некогда служили основанием фундамента.
В 1997 г. значение памятника было подтверждено В. А. Хажиловым и А. И. Семеновым как неизвестная прежде крепость хазарского периода, и он был условно назван «Саркел-3»

## История
Ростовская область с её благоприятными природными условиями, в древности была плотно заселена.
Городище датируется около VIII веком нашей эры — время Хазарского каганата. Размеры крепости могли быть значительны. Максимальная ширина крепости могла достигать 150—180 метров. В крепости имелись башни и ворота. Крепость, вероятно, принадлежала крупной военно-политической фигуре каганата, возможно и самому кагану. Возможно, что эта крепость представляла собой часть мощной оборонительной системы хазар на Дону.
Характерным для городища стали белые меловые блоки с тамгообразными знаками.
Состав строительного материала в этом городище схож с материалом, используемым на Правобережном городище. Вероятно, оба городища строили одни и те же люди. Это были мощные военные оборонительные сооружения.

## Раскопки
В 1999 году в районе Камышевского городища проводились пробные раскопки. Руководитель работ — П. А. Ларенок. В результате этих раскопок были открыты остатки крепостных стен.
В 2003−2004 годах в городище вновь проводились раскопки.